# 厚別中央
厚別中央（あつべつちゅうおう）とは、札幌市厚別区の地名。その名の通り同区内の中心に位置する、函館本線以南、南郷通以北の地域である。
1982年（昭和57年）、「厚別町旭町」や「厚別町東町」を再編する形で制定された。また、新札幌駅周辺はかつて「厚別町下野幌」に属していた。

## 地域

### 新札幌副都心
JR北海道 新札幌駅周辺の区域。

### 信濃
JR北海道 厚別駅周辺の区域。新札幌副都心ができる以前は、厚別最大の繁華街だった。
1882年（明治15年）、長野県（信濃）出身の河西由造が当地に入植。翌1883年（明治16年）に河西は赤毛種の稲の導入により水田栽培を成功させる。河西を追って入植に加わる長野県出身者が多かったため、一帯は「信濃開墾」や「信州開墾」と呼ばれるようになった。
「信濃」の名が公的に使われた最初の例は1893年（明治26年）の信濃簡易教育所で、これが札幌市立信濃小学校の前身となった。そのほか札幌市立信濃中学校や信濃神社に地区の旧名が残されている。

### ひばりが丘
札幌市営地下鉄東西線 ひばりが丘駅周辺の区域。
1950年（昭和25年）6月30日、厚別地区を含む白石村は札幌市へと合併された。当時の札幌市は急激な人口増加で36000戸の住宅不足をきたしており、新しく市域となった厚別町に日本国有鉄道（国鉄）の練成農場が荒廃したまま放置されているのに目をつけた。
1958年（昭和33年）、札幌市と国鉄が協議した結果、農場跡地に4か年計画で1000戸の住宅を建設することに決まり、翌1959年（昭和34年）から市営住宅の建設が始まった。
この団地の名称は一般市民からの公募により「ひばりが丘」と決定した。

## 施設
- JR北海道
  - 厚別駅（厚別中央5-4）
  - 新札幌駅（厚別中央2-5）
- 札幌市営地下鉄東西線
  - ひばりが丘駅（厚別南1）
  - 新さっぽろ駅（厚別中央2-5）
- 新札幌バスターミナル（厚別中央2-5）
- 北海道札幌東商業高等学校（厚別中央3-5）
- 札幌市立信濃中学校（厚別中央3-2）
- 札幌市立信濃小学校（厚別中央4-3）
- 札幌市立ひばりが丘小学校（厚別中央2-4）
- 厚別警察署（厚別中央2-4）
- 札幌市青少年科学館（厚別中央1-5）
- 厚別区体育館（厚別中央2-5）
- 厚別郵便局（厚別中央2-5）
- 信濃神社（厚別中央4-3）
- 厚別中央まちづくりセンター（厚別中央4-3）
- JCHO札幌北辰病院（厚別中央2-6）

## 商業施設等
- 新さっぽろアークシティ（厚別中央2-5）
- ドーコン本社（厚別中央1-5）
- UDトラックス北海道本社（厚別中央2-2）